# La Lande-sur-Eure
La Lande-sur-Eure település Franciaországban, Orne megyében. Lakosainak száma 163 fő (2018. január 1.). La Lande-sur-Eure La Ferté-Vidame, Neuilly-sur-Eure, Le Mage, Marchainville és Moulicent községekkel határos.

## Népesség
A település népességének változása:
| Lakosok száma | 192  | 202  | 176  | 162  | 148  | 171  | 173  | 173  | 166  | 163  |
|               | 1962 | 1968 | 1975 | 1982 | 1990 | 2008 | 2013 | 2015 | 2017 | 2018 |